# Corona di diamanti della regina Vittoria

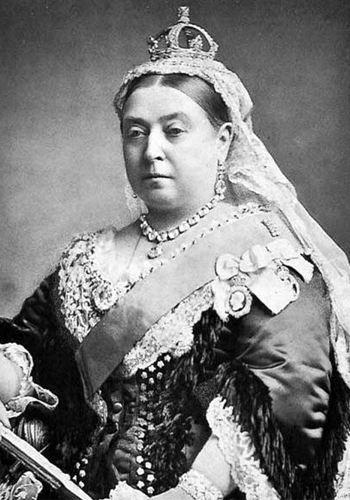
La regina Vittoria con la corona di diamanti.

La corona di diamanti della regina Vittoria è una piccola corona realizzata su richiesta della regina Vittoria del Regno Unito nel 1870. È stata prodotta dalla R. & S. Garrard & Company.
Dopo la morte del principe Alberto di Sassonia-Coburgo-Gotha, marito di Vittoria, nel 1861, la regina Vittoria si ritirò dalla vita pubblica ed indossò il lutto fino alla morte, nel 1901. Sotto pressione del governo, però, tornò a farsi vedere in pubblico nel 1870. Tuttavia non volle più indossare la corona imperiale di stato, in parte perché la trovava pesante e scomoda da indossare, in parte perché sarebbe stato impossibile indossare il velo del lutto.
Un compromesso fu trovato realizzando una nuova corona, le cui dimensioni permettono di essere indossata sopra il velo, soddisfacendo così sia le esigenze del cerimoniale britannico, sia il desiderio della regina.
La corona segue la forma tradizionale delle corone britanniche. È composta da un circolo ornato da gigli, da quale partono quattro archetti che si ricongiungono ad un globo sormontato dalla croce. A causa delle sue ridotte dimensioni (9 centimetri di diametro e 10 in altezza), la corona non possiede il classico berretto di velluto interno.
La corona è realizzata in argento e contiene 1.187 diamanti. I diamanti, a differenza delle altre pietre, sono stati considerati ammissibili anche durante i periodi di lutto. Tutti i diamanti provengono da una collana di proprietà della regina Vittoria.
La regina utilizzò per la prima volta la nuova corona alla cerimonia di apertura del parlamento, il 9 febbraio 1871. Successivamente è stata indossata in tutte le occasioni nelle quali era richiesto indossare una corona.

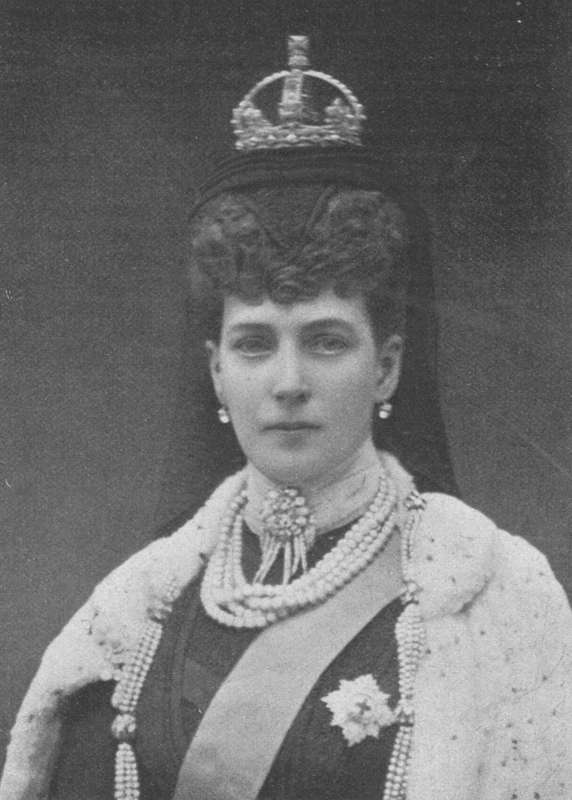
La regina Alessandra indossa la corona di diamanti nel febbraio 1901.

La corona di diamanti era di proprietà della regina Vittoria e non apparteneva ai gioielli della corona britannica. Tuttavia, nel suo testamento, Vittoria la lasciò ai gioielli della corona. Dopo la sua morte è stata indossata dalla regina Alessandra, moglie di Edoardo VII del Regno Unito, e dalla regina Maria, moglie di Giorgio V del Regno Unito.
Attualmente la corona di diamanti è esposta dal 1937 presso la Torre di Londra.